# Xherdan Shaqiri
Xherdan Shaqiri (wym. [dʒɛrˈdan ʃaˈciɾi]; ur. 10 października 1991 w Gnjilane) – szwajcarski piłkarz pochodzenia albańskiego, występujący na pozycji pomocnika, były reprezentant Szwajcarii.

## Kariera klubowa
Do Szwajcarii przybył jako dziecko. Grał początkowo w SV Augst i młodzieżowej drużynie FC Basel. Pierwszy profesjonalny kontrakt podpisał 2 stycznia 2009. W pierwszej drużynie zadebiutował w sezonie 2009/2010 12 lipca 2009 w meczu przeciwko FC St. Gallen na AFG Arena. 9 listopada zdobył swoją pierwszą bramkę w wygranym 4:1 meczu z Neuchâtel Xamax na St. Jakob-Park. W lutym 2012 podpisał kontrakt z Bayernem Monachium, który zaczął obowiązywać od 1 lipca tego roku. 8 stycznia 2015 z Bayernu przeniósł się do Interu Mediolan na zasadzie wypożyczenia. Inter wykupił Xherdana za 17 milionów euro. 11 sierpnia 2015 został zawodnikiem Stoke City.
13 lipca 2018 podpisał kontrakt z Liverpoolem. W swoim debiutanckim sezonie dla the Reds zdobył wicemistrzostwo Anglii z rekordowym dorobkiem 97 pkt oraz triumfował w Lidze Mistrzów. Debiut 28 lipca 2018 w meczu towarzyskim z Manchesterem United (wygrany 4:1) okrasił pięknym golem z przewrotki. Shaqiri został bohaterem rozgrywanego 16 grudnia 2018 ligowego meczu z Manchester United, w którym po wejściu z ławki rezerwowych zdobył dwa gole ustalając wynik 3:1. Wystąpił 7 maja 2019 w drugim meczu półfinałowym Ligi Mistrzów z Barceloną. Po przegranym tydzień wcześniej meczu 3:0 na Camp Nou razem z drużyną odrobił straty i Liverpool wygrał rewanżowe spotkanie na Anfield 4:0. Shaqiri asystował przy jednym z trafień Gini Wijnalduma. W sezonie 2018/2019 wystąpił w 30 meczach, zdobył 6 bramek i 5 asyst.
23 sierpnia 2021 dołączył do Olympique Lyon. Zawodnik podpisał trzyletni kontrakt.
Latem 2022 podpisal kontrakt z Chicago Fire.

## Kariera reprezentacyjna
W dorosłej reprezentacji zadebiutował 3 marca 2010 w meczu przeciwko Urugwajowi, wchodząc z ławki rezerwowych. 11 maja 2010 znalazł się w 23-osobowej kadrze Szwajcarii powołanej przez Ottmara Hitzfelda na mundial w RPA, gdzie na samych mistrzostwach pojawił się w 78' minucie w ostatnim meczu grupowym bezbramkowym remisem przeciwko reprezentacji Hondurasu i tym samym Szwajcarzy odpadli już na fazie grupowej. 6 września 2011 w meczu Eliminacji Euro 2012 strzelił hat-tricka. 25 czerwca 2014 na Mistrzostwach Świata 2014 w Brazylii został 50. piłkarzem w historii, który podczas mundialu zdobył hat-tricka w ostatnim meczu grupowym z Hondurasem 3:0.
W eliminacjach do UEFA EURO 2016 zdobył cztery bramki, trzy w dwumeczu przeciwko reprezentacji Litwy oraz jedną w starciu z San Marino. Na samych mistrzostwach rozegrał cztery spotkania i zdobył jedną bramkę, w 1/8 finału z Polską. W eliminacjach Mistrzostw Świata 2018 zdobył jednego gola. Na samym turnieju w Rosji rozegrał 4 spotkania i raz wpisał się na listę strzelców w wygranym 2:1 meczu z Serbią. W 2019 wraz z reprezentacją wystąpił w finale Ligi Narodów, gdzie Szwajcaria zajęła 4. miejsce po porażce w półfinale 1:3 z Portugalią i meczu o 3. miejsce z Anglią (0:0) po rzutach karnych 6:5.. 31 maja 2021 został powołany do 26-osobowego składu na Mistrzostwa Europy 2020. 20 czerwca 2021 roku strzelił dwa gole w 26. i 68. minucie wygranym 3:1 przeciwko Turcji w ostatnim meczu fazy grupowej. 2 lipca w ćwierćfinale strzelił gola na 1:1 przeciwko Hiszpanii, gdzie po dogrywce w serii rzutów karnych Szwajcarzy przegrali 1:3 z Hiszpanią. 15 listopada 2021 Shaqiri został dopiero piątym szwajcarskim zawodnikiem, który rozegrał 100 występów, rozpoczynając ostatnie mecze eliminacyjne do Mistrzostw Świata 2022 wygranym meczu 4:0 przeciwko Bułgarii. 9 listopada 2022 został powołany na Mistrzostwa Świata 2022 w Katarze. 2 grudnia strzelił pierwszego gola wygranym 3:2 meczu z Serbią, przyczyniając się do awansu swojego kraju do fazy pucharowej. 6 grudnia w meczu 1/8 finału rozegrał całe spotkanie, gdzie Szwajcaria odpadła przegrywając 1:6 z Portugalią. 7 czerwca 2024 został powołany do 26-osobowego składu na Mistrzostwa Europy 2024 w Niemczech. 19 czerwca w drugim meczu grupowym strzelił gola dający remis 1:1 ze Szkocją, stając się pierwszym zawodnikiem, który strzelił gola w rozgrywkach, grając w klubie z Ameryki Północnej lub Południowej. Jest także pierwszym zawodnikiem, który strzelił gola w ostatnich sześciu głównych międzynarodowych mistrzostwach (Mundial '14, Euro '16, Mundial '18, Euro '20, Mundial '22 i Euro '24). 15 lipca 2024 zapowiedział zakończenie reprezentacyjnej kariery po 125 występach i strzeleniu 32 goli.

## Statystyki kariery
Aktualne na dzień 27 lipca 2025
|                    |                    |                     | Liga | Liga |    | Puchar | Puchar |   | Puchar ligi | Puchar ligi |   | UEFA | UEFA |     | Pozostałe | Pozostałe |  | Łącznie | Łącznie |
| Sezon              | Klub               | Rozgrywki           | M    | G    | M  | G      | M      | G | M           | G           | M | G    | M    | G   |           |           |  |         |         |
| 2009/10            | FC Basel           | Swiss Super League  | 32   | 4    | 5  | 1      | –      | – | 10          | 2           | – | –    | 47   | 7   |           |           |  |         |         |
| 2010/11            | FC Basel           | Swiss Super League  | 29   | 5    | 2  | 0      | –      | – | 11          | 2           | – | –    | 42   | 7   |           |           |  |         |         |
| 2011/12            | FC Basel           | Swiss Super League  | 31   | 9    | 4  | 0      | –      | – | 6           | 0           | – | –    | 41   | 9   |           |           |  |         |         |
| 2012/13            | Bayern Monachium   | Bundesliga          | 26   | 4    | 5  | 2      | –      | – | 7           | 1           | 1 | 1    | 39   | 8   |           |           |  |         |         |
| 2013/14            | Bayern Monachium   | Bundesliga          | 17   | 6    | 3  | 1      | –      | – | 3           | 0           | 4 | 0    | 27   | 7   |           |           |  |         |         |
| 2014/15            | Bayern Monachium   | Bundesliga          | 9    | 1    | 1  | 0      | –      | – | 4           | 1           | 1 | 0    | 15   | 2   |           |           |  |         |         |
| 2014/15            | Inter Mediolan     | Serie A             | 15   | 1    | 2  | 1      | –      | – | 3           | 1           | – | –    | 20   | 3   |           |           |  |         |         |
| 2015/16            | Stoke City         | Premier League      | 27   | 3    | 1  | 0      | 4      | 0 | –           | –           | – | –    | 32   | 3   |           |           |  |         |         |
| 2016/17            | Stoke City         | Premier League      | 21   | 4    | 1  | 0      | 0      | 0 | –           | –           | – | –    | 22   | 4   |           |           |  |         |         |
| 2017/18            | Stoke City         | Premier League      | 36   | 8    | 1  | 0      | 1      | 0 | –           | –           | – | –    | 38   | 8   |           |           |  |         |         |
| 2018/19            | Liverpool          | Premier League      | 24   | 6    | 1  | 0      | 1      | 0 | 4           | 0           | – | –    | 30   | 6   |           |           |  |         |         |
| 2019/20            | Liverpool          | Premier League      | 7    | 1    | 0  | 0      | 0      | 0 | 1           | 0           | 3 | 0    | 10   | 1   |           |           |  |         |         |
| 2020/21            | Liverpool          | Premier League      | 14   | 0    | 2  | 0      | 1      | 1 | 5           | 0           | – | –    | 22   | 1   |           |           |  |         |         |
| 2021/22            | Olympique Lyon     | Ligue 1             | 11   | 2    | 0  | 0      | –      | – | 5           | 0           | – | –    | 16   | 2   |           |           |  |         |         |
| 2022               | Chicago Fire       | Major League Soccer | 29   | 7    | 0  | 0      | 0      | 0 | –           | –           | – | –    | 29   | 7   |           |           |  |         |         |
| 2023               | Chicago Fire       | Major League Soccer | 28   | 5    | 3  | 0      | 3      | 2 | –           | –           | – | –    | 34   | 7   |           |           |  |         |         |
| 2024               | Chicago Fire       | Major League Soccer | 12   | 2    | 0  | 0      | 0      | 0 | –           | –           | – | –    | 12   | 2   |           |           |  |         |         |
| 2024/25            | FC Basel           | Swiss Super League  | 34   | 18   | 5  | 3      | –      | – | –           | –           | – | –    | 39   | 21  |           |           |  |         |         |
| 2025/26            | FC Basel           | Swiss Super League  | 1    | 0    | 0  | 0      | –      | – | 0           | 0           | – | –    | 1    | 0   |           |           |  |         |         |
| Łącznie w karierze | Łącznie w karierze | Łącznie w karierze  | 403  | 86   | 36 | 5      | 10     | 3 | 59          | 7           | 9 | 1    | 517  | 102 |           |           |  |         |         |

## Sukcesy

### FC Basel
- Mistrzostwo Szwajcarii: 2009/10, 2010/11, 2011/12  2024/25
- Puchar Szwajcarii: 2009/10, 2011/12

### Bayern Monachium
- Mistrzostwo Niemiec: 2012/13, 2013/14
- Puchar Niemiec: 2012/13, 2013/14
- Superpuchar Niemiec: 2012
- Liga Mistrzów UEFA: 2012/13
- Superpuchar Europy UEFA: 2013
- Klubowe mistrzostwo świata: 2013

### Liverpool
- Liga Mistrzów UEFA: 2018/19
- Superpuchar Europy UEFA: 2019
- Klubowe mistrzostwo świata: 2019
- Mistrzostwo Anglii: 2019/20

### Reprezentacyjne
- Wicemistrzostwo Europy U-21: 2011